# Zlataritsa (obchtina)
Zlataritsa (bulgare : Златарица) est une obchtina de l'oblast de Veliko Tarnovo en Bulgarie.